# 普兰小檗
普兰小檗（学名：Berberis pulangensis）为小檗科小檗属的植物，为中国的特有植物。分布于中国大陆的西藏等地，生长于海拔3,700米的地区，多生长于山坡村寨边，目前尚未由人工引种栽培。